# Biblioteca Națională de Medicină a Statelor Unite ale Americii
Biblioteca Națională de Medicină a Statelor Unite( NLM), operată de Guvernul federal al Statelor Unite, este cea mai mare bibliotecă medicală.
Situat în Bethesda, Maryland, NLM este un institut din cadrul National Institutes of Health⁠(d). Colecțiile sale includ mai mult de șapte milioane de cărți, reviste științifice, rapoarte tehnice, manuscrise, microfilme, fotografii, și imagini despre medicină și științe conexe, inclusiv unele dintre cele mai vechi și mai rare lucrări din lume.